# Городской сквер (Мариуполь)
Городско́й (Театра́льный) сквер (укр. Міський (Театральний) сквер) — излюбленное место отдыха жителей и гостей Мариуполя, расположен в центре города, окружён со всех сторон проезжей частью проспекта Мира. К западу от сквера находится Донецкий академический областной драматический театр. В центре сквера расположен фонтан. На территории сквера произрастают несколько видов акаций и клёнов, вязы, крымские сосны, голубые ели, казацкий можжевельник, спирея, вечнозелёный самшит, колючая гледичия, берёзы, липы, дубы, сирень и шелковица.
Территория современного сквера была оставлена незастроенной специально для отдыха жителей ещё со времён основания города. Назывался ранее Александровской площадью, позже — Площадью Свободы, Центральным сквером, Театральным сквером. В 1862 году здесь была заложена большая трёхпрестольная церковь Св. Марии Магдалины, Св. Иоанна Крестителя и Покрова Пресвятой Богородицы. Церковь достроена и освящена лишь к 1897 году. Построенный храм можно было увидеть далеко с моря и служил своеобразным маяком для рыбаков и моряков. В начале XX века в центре сквера появился фонтан (чаша со скульптурной группой из двух мальчиков, а под чашей бронзовые фигуры 4-х женщин). Первый фонтан сквера был вывезен фашистами на второй день оккупации (9 октября 1941 года). Во время оккупации часть сквера превратилась в немецкое кладбище со стройными рядами чугунных крестов, уничтоженное в 1943 году после освобождения города. После войны на остатках фундамента церкви был построен большой круглый павильон. Здесь же в сквере в 1948—1989 годах находился памятник (бюст) Андрею Жданову, в честь которого переименовали в 1948 году Мариуполь. В послевоенные годы в западной части сквера появилась арка, разрушенная весной 1960 года в связи со строительством здания драматического театра.
В 2018 году была проведена капитальная реконструкция сквера.